# Аш-Ширвани
Фарид ад-Дин Абу-ль-Хасан Али ибн Абд аль-Карим аш-Ширвани аль-Фаххад (араб. فريد الدين أبو الحسن علي بن عبد الكريم الشرواني الفهّاد‎; середина XII в.) — сельджукский математик и астроном из Ширвана (согл. аль-Вабканави, из Баку).
Аш-Ширвани приписывается создание шести не сохранившихся до наших дней зиджей: «Блестящий зидж» (араб. الزيج الزاهر‎), «Верный зидж» (араб. الزيج المحكم‎), «Полный зидж» (араб. الزيج المستوفي‎), «Соразмерный зидж» (араб. الزيج المعدل‎), «Достаточный зидж» (араб. الزيج المغني‎) и «Ала ад-Динов зидж, основанный на наблюдениях» (араб. الزيج العلائي‎). Маловероятно, что один астроном был автором стольких трудов разной направленности, но это подтверждают сразу несколько источников (аль-Фариси, аль-Вабканави, Кятиб Челеби).
Большая часть сведений об аш-Ширвани известна из записей аль-Фариси. Он был весьма критичен в отношении открытий своих предшественников. Его собственные наблюдения, которые он проводил в течение 30 лет, подтвердили планетарные положения, вычисленные в соответствии с элементами Ибн аль-Алама. Исключением стала Венера, апогей которой отличался от апогея Солнца, и Меркурий, для которого он считал лучшими наблюдения и теорию Птолемея. Наблюдения аш-Ширвани подтвердили результаты Яхьи ибн Абу Мансура, аль-Марварруди, аль-Джаухари и Хабаша в том, что касается средних движений Солнца и Луны.